# Oreodera brailovskyi
Oreodera brailovskyi är en skalbaggsart som beskrevs av Chemsak och Noguera 1993. Oreodera brailovskyi ingår i släktet Oreodera och familjen långhorningar. Inga underarter finns listade i Catalogue of Life.